# Giovanni Gonzaga
Giovanni Gonzaga (Mantova, 1474 – Mantova, 23 settembre 1525) condottiero, era figlio del marchese di Mantova Federico I Gonzaga e di Margherita di Baviera. Fu capostipite della linea collaterale dei Gonzaga di Vescovato.

## Biografia

### Sintesi
Suo fratello maggiore Francesco II Gonzaga ereditò il titolo di marchese di Mantova alla morte del padre. All'età di cinque anni ricevette dalla madre una vasta proprietà, corte del Poggio, nei pressi di Poggio Rusco.
Durante la sua carriera militare fu, tra gli altri, al servizio di Ferdinando II di Aragona, dell'imperatore Massimiliano I, che lo nominò capitano generale, e del re Luigi XII di Francia, del quale diventò consigliere e ciambellano.
Il 20 giugno 1491 si sposò a Bologna con Laura Bentivoglio, figlia di Giovanni II Bentivoglio, signore di fatto della città. Si stabilirono a Mantova nel 1494 nel palazzo di Giovanni, ora perduto.
Giovanni e Laura, signori di Vescovato, diedero vita al relativo ramo cadetto dei Gonzaga di Vescovato, acquistando il feudo da Guido II, signore di Bagnolo.
Ricoprì importanti incarichi diplomatici per la corte gonzaghesca e per loro fu anche consulente d'arte. Fu lui stesso collezionista d'arte e letterato.
Nel 1512 Massimiliano Sforza, in segno di ringraziamento per le sue attività militari, lo investì di numerosi feudi, ai quali dovette in seguito rinunciare.
Morì a Mantova nel 1525 e fu sepolto nella chiesa di San Francesco.

### Origine e vita privata
Giovanni era il più giovane dei tre figli del Margravio Federico I Gonzaga. Suo nonno paterno era il Margravio Ludovico III di Mantova. Gianfrancesco II Gonzaga, Margravio di Mantova (1466-1519), era il fratello maggiore di Giovanni.
Giovanni Gonzaga crebbe insieme ai due fratelli e alle tre sorelle nel palazzo di Mantova. La sua educazione iniziò fin dalla prima infanzia. Insieme ai fratelli maggiori Gianfrancesco e Sigismondo, fu educato nello spirito del Rinascimento da importanti maestri come l'umanista Gian Mario Filelfo (1426-1480) dal 1478 al 1480 e il letterato Colombino Veronese (1440-1482) fino al 1482. Aveva già perso la madre all'età di cinque anni e a dieci anni morì anche il padre, nel luglio del 1484. Il fratello maggiore gli succedette come Margravio di Mantova quando aveva appena 18 anni. La vita di Giovanni sarà segnata in modo significativo dai 35 anni di regno. A differenza delle precedenti morti dei reggenti di Mantova, in cui i figli discendenti del defunto erano stati privati di parte delle terre, Sigismondo e Giovanni furono lasciati a mani vuote. La vita di Giovanni all'ombra del fratello era quindi pre-programmata. Uno dei suoi compiti principali era quello di rappresentare il fratello negli eventi a cui non poteva o non era particolarmente interessato a partecipare. Ad esempio, sostituì Gianfrancesco al matrimonio della sorella minore Maddalena con Giovanni Sforza, signore di Pesaro, nell'ottobre 1489 e partecipò ai grandi festeggiamenti a Pesaro il 29 e 30 ottobre.
Il 20 giugno 1491 Giovanni sposò a Bologna Laura Bentivoglio, figlia di Giovanni Bentivoglio, signore della città. Con ogni probabilità, il matrimonio fu rimandato al 10 febbraio 1492, dopo che Giovanni era tornato a Bologna da Mantova ed era rimasto in città per tutta la durata del carnevale. In suo onore fu organizzata dal suocero una “bella festa”, durante la quale Giovanni dovette partecipare a una “battaglia delle uova”, travestito e in groppa a un asino. Il giorno del suo primo matrimonio, il 20 giugno 1492, tornò da Mantova a Bologna per accompagnare il cognato Alessandro Bentivoglio (1474-1532) alle sue nozze con Ippolita Sforza (1481-1520). Il 3 ottobre 1492, Giovanni fu nuovamente ospite del suocero, viaggiando da Bologna a Roma con 40 cavalli per rendere omaggio ad Alessandro VI a nome del marchese di Mantova dopo la sua elezione a Papa. In seguito, Giovanni fu a Bologna solo il 19 giugno 1493 per “visitare la moglie”, che nel frattempo non aveva mai lasciato la città. Solo all'inizio del 1494 Laura, scortata da una delegazione di 120 persone incaricata da Giovanni, fu finalmente portata dalla casa madre al marito a Mantova. L'anno successivo nacque il loro primo figlio Federico.

### Carriera militare come condottiero
Suo fratello maggiore Francesco II Gonzaga ereditò il titolo di marchese di Mantova alla morte del padre. All'età di cinque anni ricevette dalla madre una vasta proprietà, corte del Poggio, nei pressi di Poggio Rusco.
Giovanni avrebbe dovuto marciare nel campo aragonese con 50 uomini armati già nel settembre 1494, ma non aveva fretta di combattere. Preferiva i divertimenti e gli svaghi alla corte del giovane duca di Calabria, come afferma in una lettera del 25 gennaio 1495 alla cognata Isabella d'Este, con la quale era in regolare corrispondenza. Sembra che i due avessero intrapreso una gara per vedere chi si fosse divertito di più, come le riferisce l'11 febbraio: “Siamo qui ogni giorno a feste e divertimenti”. A maggio, Giovanni entrò al servizio di Ludovico Sforza il Moro, il duca di Milano, apparentemente per soddisfare il desiderio del fratello. In questo periodo prese parte all'offensiva antifrancese della Lega Santa e partecipò all'assedio di Novara e poi alle incursioni nel territorio sabaudo, con l'intento di punire la reggente, la duchessa Bianca di Monferrato. Nell'aprile del 1496 fu attivo militarmente a Somma con 50 uomini per sostenere il re Ferdinando II di Napoli. Insieme al cognato Giovanni Sforza, ebbe un ruolo importante nella capitolazione di Atella del 22 luglio, che riportò il regno sotto il controllo di Ferdinando. Alla testa di 200 cavalleggeri, riuscì a catturare una colonna di rifornimenti nemica pochi giorni prima.[1] Una certa tragedia sta nel fatto che la resa dovette essere firmata dal viceré francese di Napoli, il conte Gilberto di Montpensier. La sorella di Giovanni, Clara (Chiara) (1464-1503), di dieci anni più grande, era stata data in sposa al conte Gilbert, di casa Borbone, nel 1481 per motivi di politica familiare. Dopo l'evacuazione di Atella, quest'ultimo si recò con le sue truppe a Pozzuoli per esservi imbarcato, quando tra le sue truppe scoppiò un'epidemia, presumibilmente di peste, di cui Gilbert morì nell'ottobre del 1496.  Clara perse il marito e i sei figli a causa del padre.
Dopo la fine della campagna, Giovanni tornò a Mantova e partì per Milano alla fine di novembre. Nel settembre 1498 entrò quindi al servizio della Repubblica di Venezia. A partire dal 1499, il margravio Gianfrancesco di Mantova era molto preoccupato per la situazione del vicino Ducato di Milano. Per non indirizzare i piani di espansione del re Luigi XII verso Mantova, ritenne opportuno esercitare una personale moderazione. Al contrario, Giovanni fu incaricato da lui di aiutare il suo alleato Il Moro a riconquistare il potere dalle mani dei francesi. Il 19 febbraio 1500 combatté con il Moro alla conquista di Vigevano e alla fine di marzo, con 700 balestrieri a cavallo, a Marignano. Ma l'11 aprile Giovanni fu catturato insieme al cardinale Ascanio Maria Sforza e a molti altri nobili milanesi e portato con loro a Piacenza. Si dice che si sia liberato pagando 3.000 ducati. Dopo la sconfitta del Moro, il Margravio Gianfrancesco gli assicurò che il fratello Giovanni aveva agito di sua iniziativa, non senza promettere che lo avrebbe punito con una severissima reprimenda. E infatti Giovanni fu pubblicamente “bandito” (bandito) dal marchese a Venezia il 26 aprile. In queste circostanze, Giovanni ritenne inopportuno rimanere comunque a Mantova e infatti partì. Alla fine di luglio del 1500 era a Pesaro e all'inizio di agosto ad Ancona, da dove prese una caravella per Fiume.

### Bologna e il Papa
Chiamato dal suocero in aiuto di Cesare Borgia, Giovanni arrivò a Bologna di notte il 2 novembre 1502 con un centinaio di uomini armati. La disapprovazione della cognata Isabella, reggente di Mantova in assenza del Giovanni Bentivoglio con la sua famiglia, dipinto di Lorenzo Costa, 1488marito, fu immediata. Ella proibì l'azione militare contro il figlio del papa e minacciò di forca chi avesse disobbedito. Presumibilmente, non voleva attirare l'attenzione di Borgia su Mantova o provocare l'ira del papa. Fortunatamente, la situazione tra Borgia e Bentivoglio si calmò senza l'uso delle armi. Tuttavia, Giovanni, che era felice di essersi qualificato come Reipublicae Bononiensis armutum gubernator (cioè capo dell'esercito della Repubblica di Bologna), aveva un problema. Si trovava ora con un centinaio di uomini in una città che non aveva bisogno di un esercito. Il 19 dicembre offrì i suoi servizi alla Repubblica di Venezia, che però non accettò l'offerta. Anche una nuova richiesta fatta dal podestà di Verona, Bernardo Bembo, all'inizio del 1503, non ebbe successo.

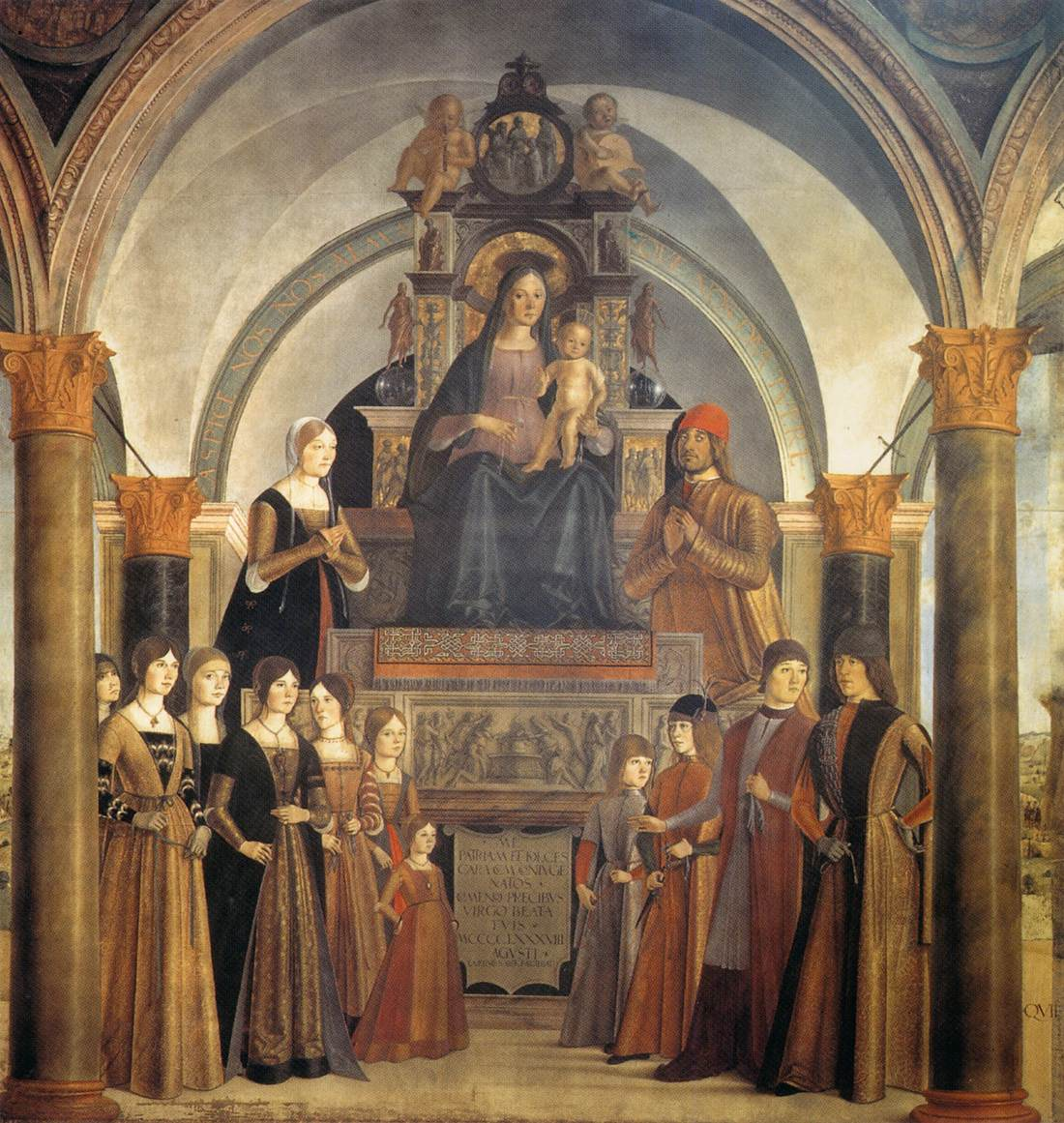
Giovanni Bentivoglio con la sua famiglia, dipinto di Lorenzo Costa, 1488

Nel maggio 1503 ricevette dallo zio Ludovico Gonzaga, vescovo di Mantova, diversi possedimenti, tra cui il Poggio, nella parte sud-orientale del margraviato. In conformità con le istruzioni del fratello Gianfrancesco del 28 gennaio 1505, Giovanni si trovava a Roma quando il 13 febbraio fu firmato e annunciato pubblicamente nel palazzo papale il contratto di matrimonio tra sua figlia Eleonora e Francesco Maria della Rovere. Questo fidanzamento con il nipote di papa Giulio II (1503-1513) significava che Giovanni poteva finalmente tornare in servizio dopo che tutti i tentativi di entrare al servizio di Venezia erano falliti. Nel settembre 1505 si trova in Romagna per riconquistare al Papa i territori occupati dai veneziani. Il 12 settembre 1506 fu al fianco del Papa quando questi entrò trionfalmente a Perugia e lo scortò fino a Bologna, da dove Giovanni Bentivoglio era fuggito con la famiglia tra il 1° e il 2 novembre. Così Giovanni fu costretto dalle circostanze a contribuire alla cacciata del proprio suocero quando entrò trionfalmente in città insieme al papa l'11 novembre.

### Servizio per l'imperatore Massimiliano I e Massimiliano Sforza di Milano
Entrato al servizio imperiale nel 1509, Giovanni fu nominato capitano generale delle truppe dall'imperatore Massimiliano I il 30 aprile 1510. Il 23 agosto gli conferì la nomina a capitano e governatore di Lazise. Il fatto che le casse imperiali fossero vuote fu così compensato dall'assegnazione di titoli con l'illusione di una rendita virtuale. In questo periodo, suo fratello Gianfrancesco era in prigione a Venezia e Giovanni era sospettato di un accordo segreto con Venezia per la presunta liberazione del margravio. La sua situazione reale, tuttavia, era estremamente umiliante; nel novembre 1510 si ritrovò a Verona con solo due uomini armati e senza denaro. All'inizio del 1511 ebbe finalmente una nuova missione. A gennaio accompagnò il vescovo di Gurk, Matthäus Lang, in missione. Il 5 agosto Giovanni arriva a Vicenza alla testa di 200 cavalleggeri, in seguito alla nomina del 29 giugno 1511 a luogotenente e governatore di questa città e del suo territorio. A metà ottobre 1511, con circa 50-60 cavalli, partecipò al fallito assedio di Treviso. Il 29 ottobre dovette infine evacuare Vicenza, facilitando la riconquista della città da parte della Serenissima il 4 novembre. Fu quindi luogotenente fino alla fine del 1512 e, insieme ad altri due consiglieri imperiali, formò il “governo” della città di Verona.
A partire dal novembre 1512, quando Massimiliano Sforza arrivò a Mantova, il destino di Giovanni fu strettamente legato al suo. Il 29 dicembre scortò il figlio del Moro a Milano, dove fece il suo ingresso cerimoniale come duca di Milano attraverso Porta Ticinese. In accordo con l'imperatore, il 23 febbraio 1513 il giovane duca conferì a Giovanni il titolo di Caesareus capitaneus ac ducalis armorum gubernator (ovvero: capo imperiale e capo ducale dell'esercito). Questa era accompagnata da uno stipendio annuale di 1.000 ducati d'oro in rate trimestrali. Il 24 febbraio Giovanni e i suoi discendenti furono infeudati anche di Piadena, Calvatone e Spineda. Secondo una lettera alla cognata Isabella del 30 marzo, egli si godeva la vita che stava conducendo: i balli si susseguivano e andava a letto tardi. Non sorprende quindi che Isabella sia rimasta scioccata quando ha visto quanto fosse emaciato.
Il 6 giugno 1513, Giovanni e i suoi soldati furono chiamati a dare prova della loro abilità nella battaglia di Novara per difendere Massimiliano dal re francese Luigi XII. Grato per il felice esito, il 23 agosto gli viene concesso dal Duca il feudo di Casalmaggiore, con la conferma dell'imperatore il 26 dello stesso mese. Nel 1513 e nel 1514 furono firmati i patti matrimoniali tra il figlio di Giovanni, Alessandro, e la parente del duca, Ippolita Sforza, alla quale fu garantita una rendita annua di 2500 ducati come dote, e tra il secondogenito di Giovanni, Francesco, e Lucrezia, figlia naturale del vescovo di Lodi, Ottaviano Maria Sforza (figlio naturale del duca Galeazzo Maria), con una dote di 2000 ducati. Il 20 aprile 1514, un altro feudo, Casteldidone, passò nelle mani di Giovanni. La sua posizione a Milano era ormai eccellente. In una relazione del 31 marzo 1515 di un mercante milanese al re di Francia si legge: “Quattro che governano Milano: Massimiliano Sforza, il Duca; suo fratello Francesco; suo zio il Vescovo di Lodi; Giovanni Gonzaga, che vive nel castello con sua moglie come il Duca".
La posizione di Giovanni fu subito sfruttata anche dalla cognata Isabella di Mantova che, venuta a conoscenza delle cattive condizioni di salute dell'ultimo signore di Pesaro, Galeazzo Sforza, sollecitò Giovanni a prendere possesso della sua collezione di antichità. Poiché il principale erede era il duca Massimiliano, aveva bisogno della sua promessa di consegnarle le antichità, che effettivamente ricevette l'11 aprile. Nella sua avidità di antichità, Isabella nominò immediatamente Giovanni come suo procuratore, che doveva assicurarsi che nulla fosse “rubato e nascosto” - e trascurò completamente il fatto che Galeazzo Sforza era ancora vivo: morì solo il 14 aprile. Dopo la morte di Galeazzo, Giovanni inviò alla cognata la buona notizia che le antichità erano indubbiamente belle e che erano state valutate con cura per oltre 1000 scudi. Da buon procuratore (bono procuratore) avrebbe fatto in modo che il duca gliele inviasse a Mantova il prima possibile.

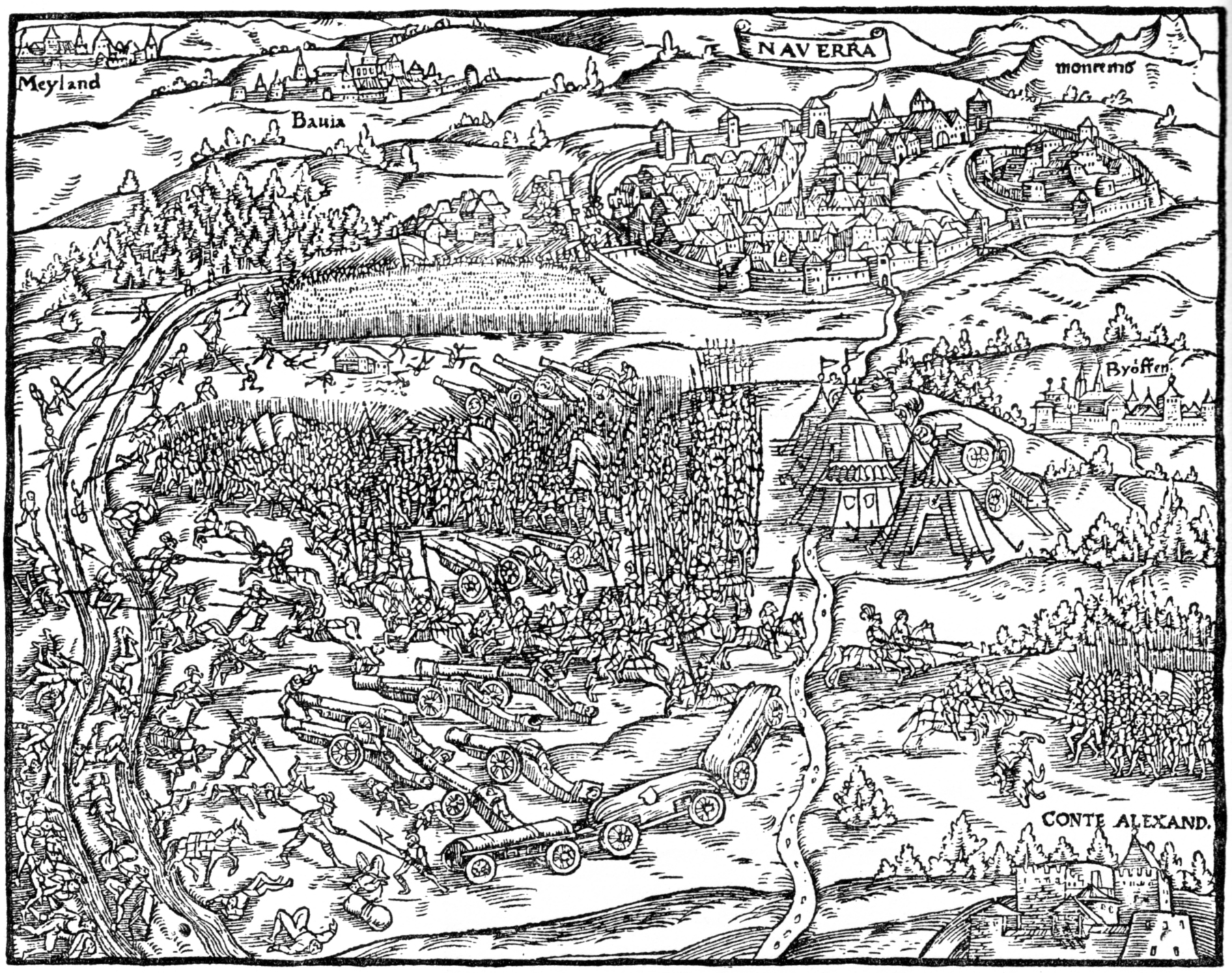
Battaglia di Novara del 1513, xilografia del 1548

Nel maggio 1515, Giovanni fu ferito in battaglia e fu curato a Mantova. Il 30 luglio, nominato capitano dell'esercito sforzesco nella guerra contro Venezia, attraversò l'Adda e aprì la battaglia a Lodi con 1.000 fanti e 200 cavalieri. Da qui accompagnò il cardinale Matthäus Schiner a Monza il 3 settembre[1] Dopo la sconfitta del 14 settembre nella battaglia di Marignano, Giovanni fu uno dei pochi a rimanere fedele al duca Massimiliano. Insieme resistettero all'assedio del Castello Sforzesco per altre tre settimane, finché Massimiliano decise di arrendersi e abdicare il 4 ottobre[4] L'11 ottobre il re francese Francesco I fece il suo ingresso trionfale a Milano. Nelle trattative per il passaggio dei poteri, due circostanze aiutarono Giovanni a raggiungere una posizione piuttosto fortunata: il duca Massimiliano era a lui favorevole; Charles de Montpensier, duca di Borbone, comandante delle milizie francesi, era figlio di sua sorella Chiara e nipote biologico di Giovanni. Giovanni fu assunto al servizio del re alla testa di un drappello di 50 lance e 100 arcieri e con una pensione di 2000 scudi. Le due nuore della Casa Sforzesca furono compensate per la perdita del loro reddito con un compenso annuo di 1000 scudi ciascuna.
Nel maggio 1515, Giovanni fu ferito in battaglia e fu curato a Mantova. Il 30 luglio, nominato capitano dell'esercito sforzesco nella guerra contro Venezia, attraversò l'Adda e aprì la battaglia a Lodi con 1.000 fanti e 200 cavalieri. Da qui accompagnò il cardinale Matthäus Schiner a Monza il 3 settembre[1] Dopo la sconfitta del 14 settembre nella battaglia di Marignano, Giovanni fu uno dei pochi a rimanere fedele al duca Massimiliano. Insieme resistettero all'assedio del Castello Sforzesco per altre tre settimane, finché Massimiliano decise di arrendersi e abdicare il 4 ottobre. L'11 ottobre il re francese Francesco I fece il suo ingresso trionfale a Milano. Nelle trattative per il passaggio dei poteri, due circostanze aiutarono Giovanni a raggiungere una posizione piuttosto fortunata: il suo compagno, il duca Massimiliano, era a lui favorevole e Charles de Montpensier, duca di Borbone, comandante delle milizie francesi, era figlio di sua sorella Claire (Chiara) e nipote biologico di Giovanni. Giovanni fu assunto al servizio del re alla testa di un drappello di 50 lance e 100 arcieri e con una pensione di 2000 scudi. Le due nuore della Casa Sforzesca furono compensate per la perdita del loro reddito con un compenso annuo di 1.000 scudi ciascuna.

### Vescovado/Vescovato ed eredi
Naturalmente, la caduta del Duca di Milano significò anche un declino per Giovanni. Il feudo di Casalmaggiore, che un tempo gli apparteneva, fu dato dal re a qualcun altro e come semplice capitano era uno dei tanti e poteva essere sostituito in qualsiasi momento. L'8 dicembre 1516, Francesco I scrisse al maresciallo Odet de Foix che il Gonzaga era stato inviato a Parma con 300 lance e 2000 fanti. Giovanni sarebbe stato nel riminese nell'aprile del 1517. Nel 1519 acquistò il feudo di Vescovado dai Gonzaga di Novellara; ricevette la conferma dell'acquisto dall'imperatore Carlo V nel 1521. All'inizio di novembre del 1520, Giovanni si recò nuovamente a Milano per rendere omaggio al governatore francese Odet de Foix. Nell'agosto 1521 si mise al servizio del nipote, il marchese Federico II di Mantova, con 50 lance - non era più dalla parte della Francia quando arrivò a Medole il 28 ottobre 1521 con 800 cavalli e 60.000 ducati. Il marchese Federico II di Mantova, con 50 lance, non era più dalla parte della Francia quando arrivò a Medole il 28 ottobre 1521 con 800 cavalli e 60.000 ducati, che portò a Medole per “pagare” gli uomini del “campo tedesco”, gli alemanni e gli svizzeri, che già attendevano con impazienza la loro paga. Da lì li portò a Matthäus Schiner, la cui iniziativa portò alla riconquista di Milano dai francesi nella battaglia della Bicocca il 27 aprile 1522.
Il 27 maggio 1522 Pandolfo Malatesta, già signore della città di Rimini, tornò a Rimini insieme al figlio Sigismondo e rinnovò il suo dominio per un breve periodo. Il 5 marzo 1523 fu costretto a lasciare nuovamente Rimini. Giovanni Gonzaga portò in salvo il figlio di Pandolfo, Sigismondo, in accordo con il marchese di Mantova. Sigismondo Malatesta era figlio della cognata Violante Bentivoglio e nipote di Giovanni.
Il fatto che nel settembre 1523 il figlio Alessandro avesse assunto il comando di 600 truppe mantovane dimostra che Giovanni si era ritirato dal servizio militare. Giovanni Gonzaga morì il 23 settembre 1525; la moglie lo aveva preceduto nel 1523. Gli aveva dato cinque figli e tre figlie.
Giovanni Gonzaga è il capostipite dei marchesi e dei principi di Vescovato. Questa linea collaterale è l'unica della casata dei Gonzaga, un tempo molto ramificata, che esiste ancora oggi. Dei suoi cinque figli, Sigismondo I continuò la linea. Suo figlio Sigismondo II divenne il 1° Marchese di Vescovato nel 1559. I generali Maurizio Ferrante Gonzaga (1861-1938) e Ferrante Vincenzo Gonzaga (1889-1943) sono i discendenti diretti di Giovanni.

## Discendenza
Dalla moglie Laura Bentivoglio ebbe otto figli:
- Alessandro (fine 1494[10] - 17 settembre 1527), signore di Vescovato, sposò 1513 Ippolita Sforza (? - 1543), figlia di Federico Sforza Conte di Santa Fiora e Bartolomea Orsini
- Federico (1495 - 22 settembre 1545), abate di San Benedetto in Polirone.
- Francesco (1496 - 1523), sposò nel 1514 Lucrezia Sforza, figlia naturale del vescovo di Lodi Ottaviano Maria Sforza.
- Ginevra (1498 - 14 dicembre 1570), "suor Angelica" in S. Paola a Mantova dal 16 agosto 1507, poi badessa.
- Sigismondo I (1499 - 31 dicembre 1530), signore di Vescovado dal 1527; sposò Antonia Pallavicino (? - 31 agosto 1554), figlia di Cristoforo Pallavicino Marchese di Busseto
- Camilla (1500 - 1572 o 1585), sposò il 13 febbraio 1523 Pietro Maria Rossi, II marchese di San Secondo (1504 - 15 agosto 1547)
- Eleonora (1501 - ?) sposò Bernardino Schizzi, Patrizio di Cremona.
- Galeazzo (1509 - 1562[11]), Governatore di Modena sotto il Duca Ercole II d'Este, scrittore

## Ascendenza
|                                  |                           |                                     | Genitori                           |  |  | Nonni |  |  | Bisnonni              |  |  | Trisnonni           |  |
|                                  |                           |                                     |                                    |  |  |       |  |  | Gianfrancesco Gonzaga |  |  | Francesco I Gonzaga |  |
|                                  |                           |                                     |                                    |  |  |       |  |  | Gianfrancesco Gonzaga |  |  | Francesco I Gonzaga |  |
|                                  |                           | Margherita Malatesta                |                                    |  |  |       |  |  | Gianfrancesco Gonzaga |  |  |                     |  |
| Ludovico III Gonzaga             |                           |                                     |                                    |  |  |       |  |  | Gianfrancesco Gonzaga |  |  |                     |  |
|                                  |                           | Paola Malatesta                     | Malatesta IV Malatesta             |  |  |       |  |  |                       |  |  |                     |  |
|                                  |                           | Paola Malatesta                     | Malatesta IV Malatesta             |  |  |       |  |  |                       |  |  |                     |  |
|                                  |                           | Paola Malatesta                     | Elisabetta da Varano               |  |  |       |  |  |                       |  |  |                     |  |
| Federico I Gonzaga               |                           | Paola Malatesta                     |                                    |  |  |       |  |  |                       |  |  |                     |  |
|                                  |                           | Giovanni l'Alchimista               | Federico I di Brandeburgo          |  |  |       |  |  |                       |  |  |                     |  |
|                                  |                           | Giovanni l'Alchimista               | Federico I di Brandeburgo          |  |  |       |  |  |                       |  |  |                     |  |
|                                  |                           | Giovanni l'Alchimista               | Elisabetta di Baviera-Landshut     |  |  |       |  |  |                       |  |  |                     |  |
| Barbara di Brandeburgo           |                           | Giovanni l'Alchimista               |                                    |  |  |       |  |  |                       |  |  |                     |  |
|                                  |                           | Barbara di Sassonia-Wittenberg      | Rodolfo III di Sassonia-Wittenberg |  |  |       |  |  |                       |  |  |                     |  |
|                                  |                           | Barbara di Sassonia-Wittenberg      | Rodolfo III di Sassonia-Wittenberg |  |  |       |  |  |                       |  |  |                     |  |
|                                  |                           | Barbara di Sassonia-Wittenberg      | Barbara di Legnica                 |  |  |       |  |  |                       |  |  |                     |  |
| Giovanni Gonzaga                 |                           | Barbara di Sassonia-Wittenberg      |                                    |  |  |       |  |  |                       |  |  |                     |  |
|                                  | Ernesto di Baviera-Monaco | Giovanni II di Baviera              |                                    |  |  |       |  |  |                       |  |  |                     |  |
|                                  | Ernesto di Baviera-Monaco | Giovanni II di Baviera              |                                    |  |  |       |  |  |                       |  |  |                     |  |
|                                  | Ernesto di Baviera-Monaco | Caterina di Gorizia                 |                                    |  |  |       |  |  |                       |  |  |                     |  |
| Alberto III di Baviera           | Ernesto di Baviera-Monaco |                                     |                                    |  |  |       |  |  |                       |  |  |                     |  |
|                                  |                           | Elisabetta Visconti                 | Bernabò Visconti                   |  |  |       |  |  |                       |  |  |                     |  |
|                                  |                           | Elisabetta Visconti                 | Bernabò Visconti                   |  |  |       |  |  |                       |  |  |                     |  |
|                                  |                           | Elisabetta Visconti                 | Regina della Scala                 |  |  |       |  |  |                       |  |  |                     |  |
| Margherita di Baviera            |                           | Elisabetta Visconti                 |                                    |  |  |       |  |  |                       |  |  |                     |  |
|                                  |                           | Erich I di Braunschweig-Grubenhagen | Alberto I di Brunswick-Grubenhagen |  |  |       |  |  |                       |  |  |                     |  |
|                                  |                           | Erich I di Braunschweig-Grubenhagen | Alberto I di Brunswick-Grubenhagen |  |  |       |  |  |                       |  |  |                     |  |
|                                  |                           | Erich I di Braunschweig-Grubenhagen | Agnese I di Brunswick-Lüneburg     |  |  |       |  |  |                       |  |  |                     |  |
| Anna di Braunschweig-Grubenhagen |                           | Erich I di Braunschweig-Grubenhagen |                                    |  |  |       |  |  |                       |  |  |                     |  |
|                                  |                           | Elisabetta di Brunswick-Göttingen   | Ottone I di Brunswick-Göttingen    |  |  |       |  |  |                       |  |  |                     |  |
|                                  |                           | Elisabetta di Brunswick-Göttingen   | Ottone I di Brunswick-Göttingen    |  |  |       |  |  |                       |  |  |                     |  |
|                                  |                           | Elisabetta di Brunswick-Göttingen   | Margherita di Berg                 |  |  |       |  |  |                       |  |  |                     |  |
|                                  |                           | Elisabetta di Brunswick-Göttingen   |                                    |  |  |       |  |  |                       |  |  |                     |  |